# 美丽相思子
美丽相思子（学名：Abrus pulchellus），为豆科相思子属下的一个植物种。